# ورزشگاه گرادسکا پلازا
ورزشگاه گرادسکا پلازا (به مقدونی: Cтадион „Градска Плажа“) یک ورزشگاه چندمنظوره در استروگا، مقدونیه شمالی است. این ورزشگاه حدود ۲٬۰۰۰ نفر گنجایش دارد و در حال حاضر زمین خانگی باشگاه فوتبال کارائورمان و باشگاه فوتبال استروگا است.